# T30 (americký tank)
T30 byl americký těžký tank vyvíjený koncem druhé světové války. Měl být, stejně jako jeho „příbuzný“ tank T29, americkou odpovědí na těžký německý 70tunový tank Tiger II, neboť právě dokončovaný 45tunový M26 Pershing nebyl podle amerického velení patřičně pancéřovaný proti 88mm kanónu KwK 43, jímž byly tanky Tiger II vyzbrojeny.
Stejně jako T29 nebyl ani T30 nikdy sériově vyráběn a nezasáhl ani do bojů.

## Vývoj
S vývojem čtyř těžkých tanků se začalo v roce 1944; jednalo se dva tanky T29 vybavené 105mm dělem T5 ve věži a dva tanky T30 vyzbrojené 155mm dělem T7. Na verzích T30 se začalo pracovat v dubnu 1945 a vývoj byl dokončen v roce 1947. Až na nezbytné úpravy vyvolané použitím rozdílného motoru Continental 810 HP, měly oba tanky shodný podvozek.
155milimetrový tankový kanón T7 patřil k největším dělům, jimiž byl kdy americký tank vybaven. Střílel jak protipancéřovými dělostřeleckými granáty, tak tříštivými dělostřeleckými granáty. Nabíjecí zařízení bylo vybaveno pružinovým nabijákem. Věž tanku byla poměrně vysoká, aby pojala stojící nabíječe a dělovou lafetu. I tak však mohlo být dělo nabíjeno jen v omezeném náměru.
 Tank s sebou mohl vézt až 34 protipancéřových a tříštivých granátů.
Kanón T7 používal dělenou munici. Projektil vážil 43 kg a prachová náplň 18 kg. Manipulace s nimi byla poměrně velmi obtížná, což bylo jednou z příčin velmi nízké rychlosti palby (2 rány za minutu se dvěma nabíječi).,
Posádka tanku byla šestičlenná – řidič a radista v trupu, velitel, střelec a dva nabíječi ve věži.

## Varianty
Tank verze T30 označený T30E1 byl vybaven nabíjecím automatem, který měl usnadnit manipulaci s municí. Automat sklopil dělo do nabíjecí polohy, uvolnil závěr, zatlačil granát do nábojové komory a připravil dělo k palbě tím, že je navrátil do původního úhlu. Pro automatický vyhazovač nábojnic musela být zadní část věže vybavena dalším poklopem.
Další variantou byla verze T30E2.